# Jay Backus Woodworth

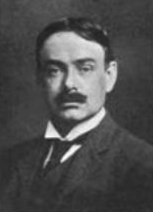
Jay Backus Woodworth

Jay Backus Woodworth (* 2. Januar 1865 in Newfield, New York; † 4. August 1925) war ein US-amerikanischer Geologe.

## Leben
Jay Backus Woodworth, Sohn von Review Allen Beach und dessen Ehefrau Amanda Smith Woodworth, absolvierte nach dem Schulbesuch ein Studium der Geologie an der zur Harvard University gehörenden Lawrence Scientific School, das er 1894 mit einem Bachelor of Science (B.Sc. Geology) beendete. Im Anschluss blieb er an der Harvard University und war dort zunächst Dozent für Geologie. Er wurde 1900 Mitglied der American Academy of Arts and Sciences. sowie 1901 Assistant Professor für Geologie an der Harvard University. Dort war er zugleich von 1901 bis 1905 Mitglied des Verwaltungsrates sowie zwischen 1904 und 1908 Leiter der Abteilung für Geologie und Geografie. Im Anschluss wurde er 1908 Leiter der Seismographischen Station der Harvard University.
Woodworth war ferner Fellow der Geological Society of America (GSA), deren Beirat er von 1910 bis 1912 angehörte. 1912 erfolgte seine Berufung zum Associate Professor für Geologie an der Harvard University, an der er bis zu seinem Tode lehrte. Er war zudem zwischen 1915 und 1917 Mitarbeiter des Geologischen Dienstes des Bundesstaates Massachusetts und gehörte während des Ersten Weltkrieges von 1917 bis 1918 als Mitglied dem Ausschuss für Geologie und Paläontologie des National Research Council (NRC) an und war zeitgleich Vorsitzender von dessen Unterkommission für die Nutzung der Seismographischen Nutzung im Krieg. Nach Kriegsende war er zwischen 1918 und 1919 abermals Mitarbeiter des Geologischen Dienstes von Massachusetts und zusätzlich von 1918 bis zu seinem Tode 1925 Geologe bei der US-amerikanischen Geologischen Behörde USGS (United States Geological Survey). 1921 fungierte er außerdem als Erster Vizepräsident der Geological Society of America.

## Veröffentlichungen
- The Atlantic Coast Triassic Coal Field, 1902 (Onlineversion)
- Geological expedition to Brazil and Chile, 1908–1909, 1912 (Onlineversion)